# Гірські хвойні ліси Хоккайдо
Гірські хвойні ліси Хоккайдо (ідентифікатор WWF: PA0510) — палеарктичний екорегіон хвойних лісів помірної зони, розташований на півночі Японії. 

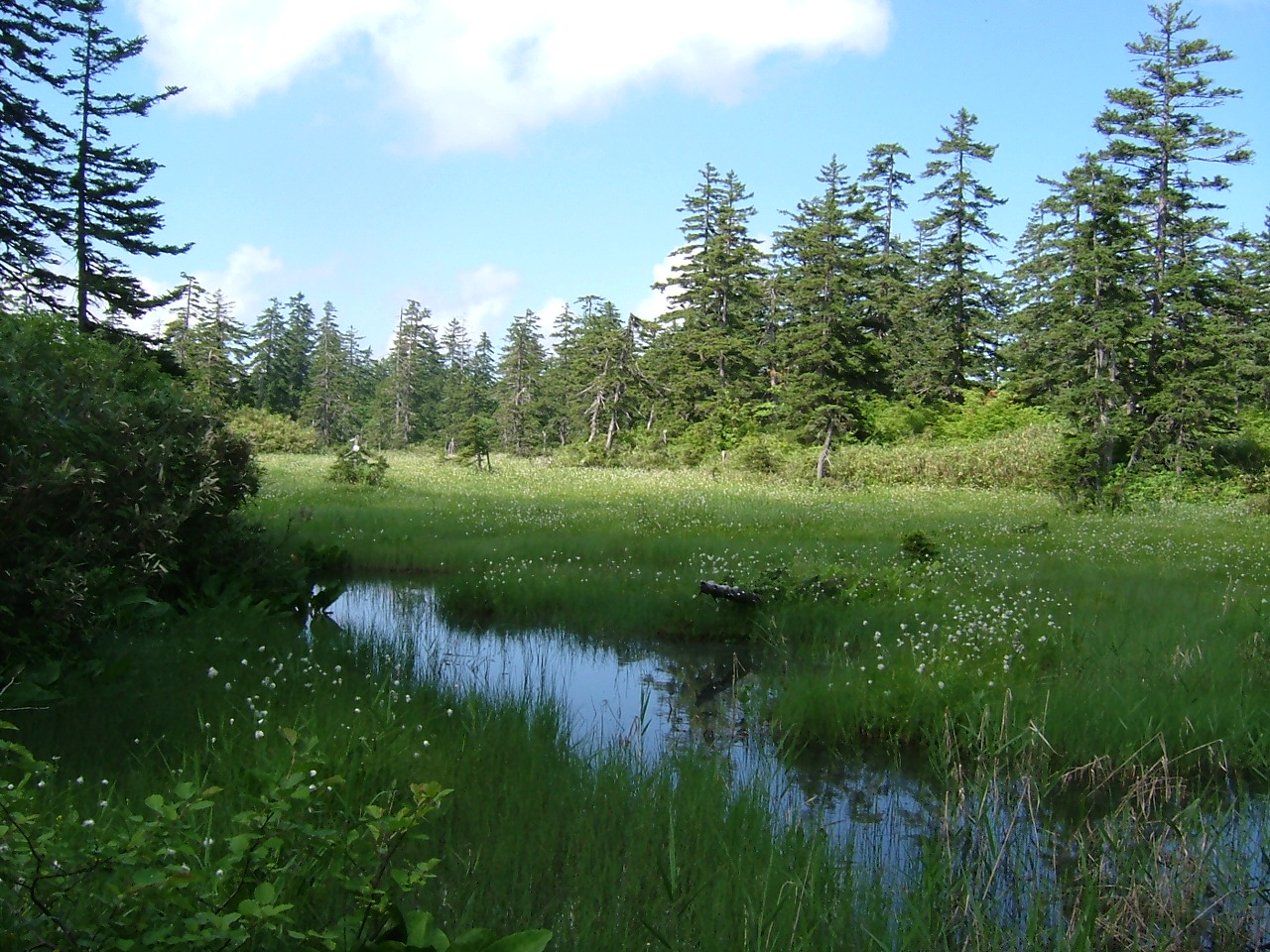
Хвойний ліс в Національному парку Дайсецудзан

## Географія
Екорегіон гірських хвойних лісів Хоккайдо охоплює гірські райони в центральній частині острова Хоккайдо, найпівнічнішого в Японському архіпелазі. Зокрема, він охоплює вулканічні гори Ішікарі, Хідака, Кітамі, Масіке та Юбарі. Крім того, екорегіон охоплює прибережні райони на крайньому сході Хоккайдо, які перебувають під впливом холодної Курильської течії, а також крайню північ острова та сусідні острови Рісірі і Ребун. Найвищою вершиною екорегіону є вулкан Асахі висотою 2290 м. На більш низьких висотах екорегіон переходить у листяні ліси Хоккайдо.

## Клімат
В межах екорегіону переважає вологий континентальний клімат (Dfb за класифікацією кліматів Кеппена), а на найвищих вершинах — субарктичний клімат (Dfc за класифікацією Кеппена). Літо м'яке, прохолодне, зима холодна і сніжна. Середньорічна температура становить 5,2 °C, середньомісячна температура коливається від -11,6 °C до 21,9 °C. Середньорічна кількість опадів становить 1150 мм. Взимку трапляються сильні снігопади і снігові бурі, а глибина снігового покриву може перевищувати 1 м.

## Флора
Основними лісовими угрупованнями екорегіону є хвойні ліси, основу яких складають аянські сосни (Picea jezoensis), сахалінські ялиці (Abies sachalinensis) та сахалінські ялини (Picea glehnii). На болотах, скелястих схилах та на гравійних вулканічних ґрунтах сахалінські ялини формують чисті насадження. Подекуди в лісах регіону також зустрічаються деякі широколистяні дерева, зокрема берези Ермана (Betula ermanii) та берези Максимовича (Betula maximowicziana). У високогір'ях, поблизу верхньої межі лісу, зокрема в горах Дайсецузан, а також на ділянках, що відновлюються після пожеж, берези можуть формувати чисті насадження.
На висоті понад 1500 м над рівнем моря в екорегіоні поширені альпійські луки. На цих луках подекуди зустрічаються невисокі (1-2 м), густі чагарникові зарості кедрового сланця (Pinus pumila). Підлісок в цих заростях слабо розвинений, однак ґрунт в них вкритий густим шаром моху. В альпійській зоні також зустрічаються листяні чагарникові угруповання, в яких переважають берези Ермана (Betula ermanii), вільхи Максимовича (Alnus maximowiczii) та бузинолиста горобина (Sorbus sambucifolia). На деяких найвищих вершинах Хоккайдо зустрічаються вересові пустища, на яких росте чорна водянка (Empetrum nigrum), а також карликові чагарники низької арктеріки (Pieris nana) та лежачої наскельниці (Kalmia procumbens).
В горах екорегіону, особливо серед серпентинітових скель, зустрічається багато рідкісних та ендемічних видів рослин. Ендеміками гір Дайсецузан є Salix paludicola, Stellaria pterosperma, Aconitum yamazakii та Draba nakaiana. Флора гори Апої містить найбільшу кількість ендеміків на Хоккайдо. Серед рідкісних та ендемічних видів рослин, що зустрічаються на цій горі, слід відзначити Trommsdorffia crepidioides, Callianthemum miyabeanum, Crepis gymnopus, Rhamnus ishidae, Betula apoiensis, Viola hidakana та Primula hidakana.

## Фауна
В межах екорегіону зустрічається близько 44 видів ссавців. Серед поширених в екорегіоні ссавців слід відзначити хоккайдського оленя (Cervus nippon yesoensis), хоккайдську лисицю (Vulpes vulpes schrencki), хоккайдського єнота (Nyctereutes viverrinus albus), хоккайдського горностая (Mustela erminea orientalis), малу ласицю (Mustela nivalis), хоккайдського білого зайця (Lepus timidus ainu), хоккайдського бурундука (Tamias sibiricus lineatus), хоккайдську політуху (Pteromys volans orii), хоккайдську білку (Sciurus vulgaris orientis), сіро-руду норицю (Myodes rufocanus), корейського житника (Apodemus peninsulae) та японську білозубку (Crocidura dsinezumi). Найбільшим ссавцем Хоккайдо є уссурійський бурий ведмідь (Ursus arctos lasiotus). Ендеміками екорегіону є японські соболі (Martes zibellina brachyura) та хоккайдські пискухи (Ochotona hyperborea yesoensis). Серед майже ендемічних ссавців, поширених в екорегіоні, слід відзначити хоккайдську руду полівку (Craseomys rex). Раніше в екорегіоні також зустрічалися хоккайдські вовки (Canis lupus hattai), однак наразі вони повністю вимерли. 
В межах екорегіону зустрічається близько 230 видів птахів. Серед поширених в екорегіоні птахів слід відзначити білоплечого орлана (Haliaeetus pelagicus), орлана-білохвоста (Haliaeetus albicilla), великого креха (Mergus merganser), топорика (Fratercula cirrhata), трипалого дятла (Picoides tridactylus), болотяну гаїчку (Poecile palustris hensoni) та лісового орябка (Tetrastes bonasia vicinitas). В лісах регіону гніздяться японські соловейки (Larvivora akahige) та червоногорлі соловейки (Calliope calliope), а на гірських луках — японські баранці (Gallinago hardwickii). Також на Хоккайдо мешкають дуже рідкісні японські журавлі (Grus japonensis), далекосхідні пугачі (Ketupa blakistoni) та лучні вівсянки (Emberiza aureola).

## Збереження
Оцінка 2017 року показала, що 8076 км², або 18 % екорегіону, є заповідними територіями. Природоохоронні території включають: Національний парк Дайсецузан, Національний парк Сікоцу-Тоя, Національний парк Акан, Національний парк Сіретоко, Національний парк Кусіро-Сіцуген та Національний парк Рісірі-Ребун-Саробецу.